# Kobe Boussauw

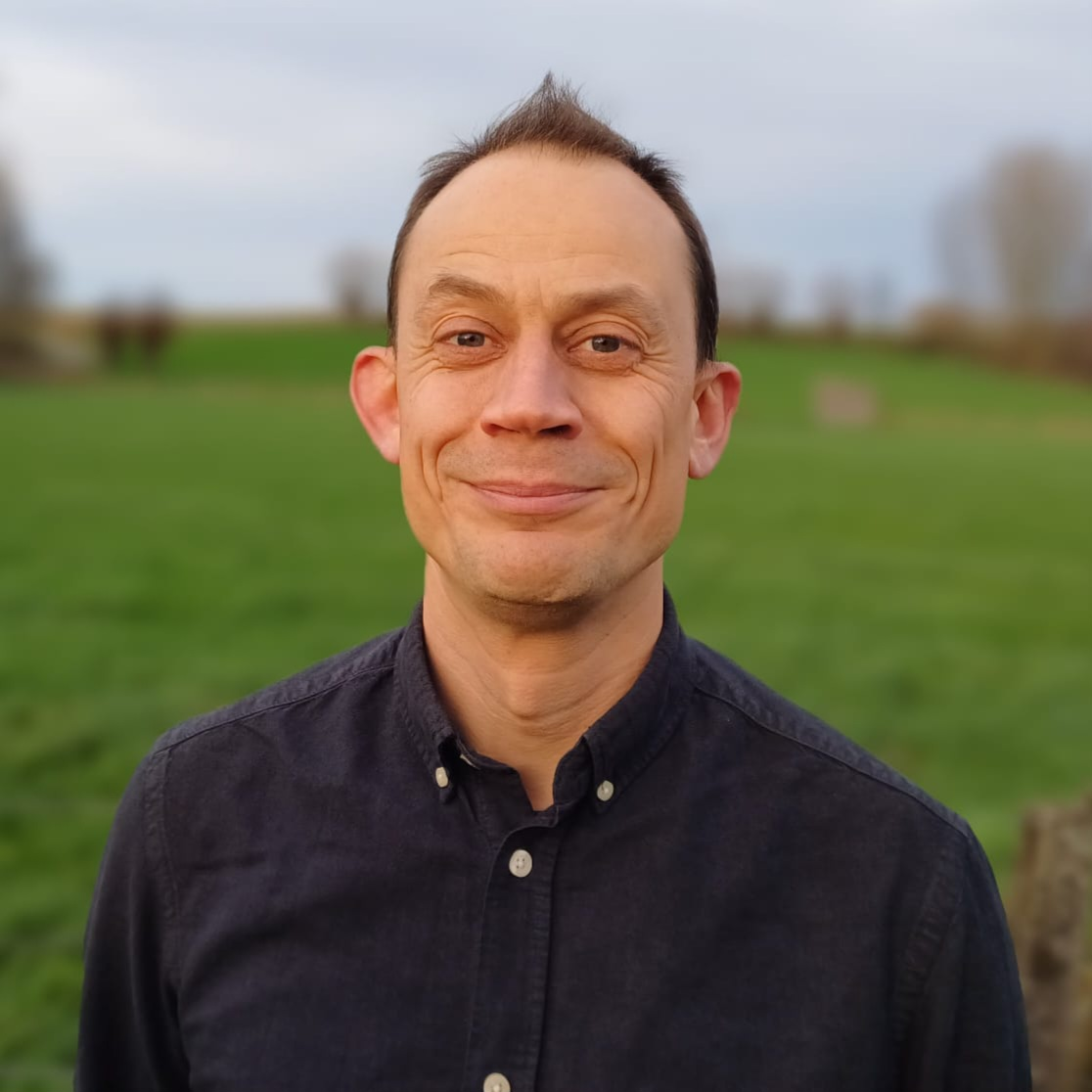
Kobe Boussauw

Kobe Boussauw (Brugge, 1978) is een Belgische professor ruimtelijke planning en mobiliteit verbonden aan de onderzoeksgroep Cosmopolis Centre for Urban Research van de Vrije Universiteit Brussel. Van opleiding is hij ingenieur-architect, planoloog en doctor in de geografie.
Boussauw is auteur van de boeken Ruimtelijke planning: Denken over omgeving in Vlaanderen en Brussel en Ruimte, regio en mobiliteit: aspecten van ruimtelijke nabijheid en duurzaam verplaatsingsgedrag in Vlaanderen; ook is hij co-auteur van het boek Het mobielste land ter wereld.
In 2014 kwam Boussauw in de media in verband met het vastgoedproject Uplace. Hij is co-auteur (met Ward Ronse en Dirk Lauwers) van de studie Shopping Centre Siting and Modal Choice in Belgium: A Destination-Based Analysis, die stelt dat het aandeel bezoekers die met het openbaar vervoer naar Uplace zal komen sterk werd overschat (nl. slechts 6,5% i.p.v. de door de projectontwikkelaar vooropgestelde 40%).
Boussauw werd in 2015 door het Netwerk Duurzame Mobiliteit verkozen tot "Mobiliteitspersoonlijkheid van het jaar".